# Zaid ibn Thābit
Zaid ibn Thābit al-Ansārī (arabisch زيد بن ثابت الأنصاري, DMG Zaid ibn Ṯābit al-Anṣārī gest. zwischen 662 und 676 in Medina) war ein Weggefährte des Propheten Mohammeds und schrieb dessen Offenbarungen nieder.
Zaid ibn Thabit gilt als einer der angesehensten Schreibkundigen Mohammeds, von denen es bis zum Tode des Propheten (632) etwa 40 gegeben haben soll. Da der Prophet des Schreibens unkundig war, legten diese (auch als „Sekretäre“ bezeichneten Schreiber) den heiligen Wortlaut der Offenbarungen auf Mohammeds Geheiß nieder. Dem Vernehmen nach soll Zaid ibn Thabit in den letzten Lebensjahren des Propheten an einer Zusammenstellung der damals nur als „wörtliche Protokolle“ vorhandenen und gesammelten Suren gearbeitet haben, ohne diese Arbeit beenden zu können.
Auf Veranlassung des dritten Kalifen Uthman ibn Affan erarbeitete er zwischen 644 und 653 eine Kompilation der Korantexte, die bis heute als die kanonische Fassung des Korans für alle islamischen Gemeinschaften Gültigkeit hat. Vorausgegangene Koranfassungen gelten als unvollständig (wenngleich inhaltlich im Wortlaut richtig). Sie waren schon unter dem ersten Kalifen Abu Bakr in Gebrauch. Die uthmansche Koranausgabe wurde nach ihrer Fertigstellung in die fünf Kerngebiete des Islams, Mekka, Medina, Damaskus, Basra und Kufa, geschickt. Entscheidend für eine relativ langsame Verbreitung der endgültigen Koranfassung war der Umstand, dass die Lehre überwiegend durch Prediger und Rezitatoren weitergegeben wurde, und zwar nach arabischer Tradition im Wortlaut. Geschriebene Exemplare dienten diesen nur als Vorlage. Die uthmansche Fassung zählt als die einzig gültige. Die Vorgängerexemplare haben, so weit sie sich noch auffinden lassen, lediglich historische Bedeutung.
Zwischen 634 und 666 wirkte Zaid ibn Thābit außerdem als die wichtigste Fatwa-Autorität von Medina. Zu seinen Schülern gehörte Ibn Sīrīn (gest.728).

## Belege
1. ↑  Vgl. M.Kh. Masud, B. Messick und D.S. Powers: Islamic Legal Interpretation. Muftis and their Fatwas. Harvard University Press, Cambridge, Ma., 1996. S. 7.

| Personendaten    | Personendaten                                                                                           |
| ---------------- | --- |
| NAME             | Zaid ibn Thābit                                                                                         |
| ALTERNATIVNAMEN  | Zaid ibn Thābit ibn ad-Dahhak al-Ansari (vollständiger Name); زيد بن ثابت بن الضحاك الأنصاري (arabisch) |
| KURZBESCHREIBUNG | Weggefährte und Sekretär des Propheten Mohammeds                                                        |
| GEBURTSDATUM     | vor 644                                                                                                 |
| STERBEDATUM      | nach 653                                                                                                |